# Alloteratura tibetensis
Alloteratura tibetensis är en insektsart som beskrevs av Jin, Xingbao 1995. Alloteratura tibetensis ingår i släktet Alloteratura och familjen vårtbitare. Inga underarter finns listade i Catalogue of Life.